# Ernest Howard Armstrong
 (septembre 2018).
Si vous disposez d'ouvrages ou d'articles de référence ou si vous connaissez des sites web de qualité traitant du thème abordé ici, merci de compléter l'article en donnant les références utiles à sa vérifiabilité et en les liant à la section « Notes et références ».
Pour les articles homonymes, voir Armstrong.
Ernest Howard Armstrong (né le 27 juillet 1864 à Kingston, Nouvelle-Écosse et mort le 15 février 1946  à Bridgewater, Nouvelle-Écosse) est un avocat et homme politique canadien qui fut premier ministre de la Nouvelle-Écosse de 1923 à 1925.

## Biographie
Ernest Armstrong fit ses études de droit à l'Université Acadia et à l'Université Dalhousie avant d’être reçu au barreau néo-écossais en 1888. Il pratiqua tout d’abord le droit à Weymouth puis à Yarmouth avant de se faire élire député libéral du comté de Yarmouth en 1906; il y sera réélu sans interruption jusqu’en 1920. Il représenta par la suite le comté de Shelburne de 1920 à 1925.
Il fut un premier ministre effacé. Nommé juge à la cour provinciale en 1926, il démissionna en raison de graves problèmes de santé en 1932.